# Die Klasse von 1999
Die Klasse von 1999 (Originaltitel: Class of 1999) ist ein US-amerikanischer Thriller von Mark L. Lester aus dem Jahr 1990. Es ist die Fortsetzung von Die Klasse von 1984. Mit Class of 1999 Part 2 aus dem Jahr 1994 entstand eine für den Videomarkt produzierte Fortführung.

## Inhalt
1999 breitet sich Gewalt in den Vereinigten Staaten aus. Die Kennedy-High-School ist jetzt in den Händen von Banden und befindet sich in der sogenannten ‘Frei Feuer Zone’ („Free Fire Zone“), wo die Polizei machtlos ist. Um dem entgegenzuwirken, startet die Regierung das Projekt D.E.D. Im Auftrag von MegaTech hat Dr. Bob Forrest drei umprogrammierte Androiden in der Kennedy-High-School als Lehrer eingesetzt. Die Androiden werden mit der Zeit immer rücksichtsloser. Als sie außer Kontrolle geraten, entwickelt sich ein Überlebenskampf.

## Produktion und Veröffentlichung
Regie führte Mark L. Lester, der auch als Produzent tätig war. Das Drehbuch schrieb C. Courtney Joyner. Die Musik komponierte Michael Hoenig und für die Kameraführung war Mark Irwin verantwortlich. Für den Schnitt verantwortlich war Scott Conrad. Der Film wurde am 11. Mai 1990 veröffentlicht. Am 1. März 2017 erschien der Film in einer ungekürzten Fassung mit der Altersfreigabe „ab 18 Jahren“ in Deutschland.

## Synchronisation
| Figur              | Schauspieler       | Deutscher Synchronsprecher |
| ------------------ | ------------------ | -------------------------- |
| Cody Culp          | Bradley Gregg      | Andrej Brandt              |
| Christie Longford  | Traci Lind         | Natascha Rybakowski        |
| Curt               | Jason Oliver       | Mario von Jascheroff       |
| Dr. Bob Forrest    | Stacy Keach        | Thomas Wolff               |
| Dr. Miles Longford | Malcolm McDowell   | Lothar Blumhagen           |
| Hector             | James Medina       | Leon Boden                 |
| Mr. Bryles         | Patrick Kilpatrick | Gerd Blahuschek            |
| Ms. Connors        | Pam Grier          | Ulrike Mai                 |
| Mr. Hardin         | John P. Ryan       | Norbert Gescher            |

## Rezeption
- Lexikon des internationalen Films: „Eine hanebüchene, reichlich brutale Geschichte, die bekannte Genre-Elemente ohne Sinn und Verstand aneinanderreiht. Auch trick- und pyrotechnisch nur Mittelmaß.“[4]